# UK Open 2022
De Cazoo UK Open 2022 was de twintigste editie van de UK Open Darts. Het toernooi werd gehouden van 4 t/m 6 maart 2022 in Minehead. De UK Open heeft "de FA Cup van het darts" als bijnaam, vanwege de willekeurige loting die na elke ronde plaatsvindt tot de finale.
De titelhouder was James Wade, maar hij wist zijn titel niet te verlengen; Danny Noppert wist deze editie van het toernooi op zijn naam te schrijven.

## Prijzengeld
Voor de twintigste editie van de UK Open bedroeg het totale prijzengeld £ 450.000. Dit was evenveel als in 2021.
| Plaats (aantal spelers) | Plaats (aantal spelers) | Prijzengeld (Totaal: £ 450.000) |
| ----------------------- | ----------------------- | ------------------------------- |
| Winnaar                 | (1)                     | £ 100.000                       |
| Runner-up               | (1)                     | £ 40.000                        |
| Halvefinalist           | (2)                     | £ 20.000                        |
| Kwartfinalist           | (4)                     | £ 12.500                        |
| Laatste 16              | (8)                     | £ 7.500                         |
| Laatste 32              | (16)                    | £ 4.000                         |
| Laatste 64              | (32)                    | £ 2.000                         |
| Laatste 96              | (32)                    | £ 1.000                         |
| Laatste 128             | (32)                    | n.v.t.                          |
| Laatste 160             | (32)                    | n.v.t.                          |

## Format
De 160 deelnemers zouden stapsgewijs deelnemen aan de competitie, met 64 spelers in de eerste ronde, de matchwinnaars hiervan sloten zich aan bij de 32 spelers in de tweede en derde ronde om de laatste 64 spelers over te houden in de vierde ronde.
- Er waren geen spelers geplaatst.
- Na afloop van de derde ronde werd er willekeurig geloot voor elk van de volgende rondes.
- De wedstrijden in de eerste, tweede en derde ronde werden gespeeld over een "best of 11 legs".
- De wedstrijden in de vierde, vijfde, zesde ronde en kwartfinales werden gespeeld over een "best of 19 legs".
- De wedstrijden in de halve finales en finale werden gespeeld over een "best of 21 legs".
- Voor de wedstrijden in de eerste, tweede, derde en vierde ronde werden acht borden gebruikt.
- Voor de wedstrijden in de vijfde ronde werden vier borden gebruikt.
- Voor de wedstrijden in de zesde ronde werden twee borden gebruikt.
- Voor de wedstrijden in kwartfinales, halve finales en finale werd één bord gebruikt.

## Plaatsing
De 128 Tour Card-houders habben een gespreide deelname op basis van hun plaats op de wereldranglijst op 1 maart 2022. Ze werden vergezeld door de top 4 spelers van elk van de 2021 UK & European Challenge & Development Tour Orders of Merit, en door de winnaars van 16 amateurkwalificatie-evenementen georganiseerd door Rileys Sports Bars.

### PDC Order of Merit 1-32
De nummers 1 t/m 32 van de PDC Order of Merit stroomden in de vierde ronde in. Er werd geloot, spelers werden dus niet geplaatst.
| 1. Gerwyn Price 2. Peter Wright 3. Michael van Gerwen 4. James Wade 5. Michael Smith 6. Gary Anderson 7. José de Sousa 8. Jonny Clayton | 1. Dimitri Van den Bergh 2. Rob Cross 3. Joe Cullen 4. Krzysztof Ratajski 5. Dave Chisnall 6. Dirk van Duijvenbode 7. Nathan Aspinall 8. Ryan Searle | 1. Mervyn King 2. Luke Humphries 3. Danny Noppert 4. Stephen Bunting 5. Daryl Gurney 6. Gabriel Clemens 7. Simon Whitlock 8. Brendan Dolan | 1. Devon Petersen 2. Ian White 3. Damon Heta 4. Mensur Suljović 5. Vincent van der Voort 6. Callan Rydz 7. Glen Durrant 8. Chris Dobey |

### PDC Order of Merit 33-64
De nummers 33 t/m 64 van de PDC Order of Merit stroomden in de derde ronde in.
| 1. Ross Smith 2. Kim Huybrechts 3. Ryan Joyce 4. Jermaine Wattimena 5. William O'Connor 6. Jamie Hughes 7. Ricky Evans 8. Martijn Kleermaker | 1. Adrian Lewis 2. Adam Hunt 3. Darius Labanauskas 4. Jason Lowe 5. Steve Lennon 6. Jeffrey de Zwaan 7. Madars Razma 8. Luke Woodhouse | 1. Alan Soutar 2. Maik Kuivenhoven 3. Ron Meulenkamp 4. Steve Beaton 5. Andy Boulton 6. Raymond van Barneveld 7. Steve West 8. William Borland | 1. Ryan Meikle 2. Keegan Brown 3. Boris Krčmar 4. Jeff Smith 5. Florian Hempel 6. Ritchie Edhouse 7. Mike De Decker 8. Max Hopp |

### PDC Order of Merit 65-96
De nummers 65 t/m 96 van de PDC Order of Merit stroomden in de tweede ronde in.

| 1. Martin Schindler 2. Keane Barry 3. John Henderson 4. Lewis Williams 5. Scott Mitchell 6. Joe Murnan 7. Jason Heaver 8. Boris Koltsov | 1. Gordon Mathers 2. Adam Gawlas 3. Niels Zonneveld 4. Eddie Lovely 5. Peter Hudson 6. John Michael 7. Martin Lukeman 8. Geert De Vos | 1. Andrew Gilding 2. Geert Nentjes 3. Danny Baggish 4. Jonathan Worsley 5. Jack Main 6. Berry van Peer 7. John Brown 8. Connor Scutt | 1. David Evans 2. Zoran Lerchbacher 3. Brett Claydon 4. Brian Raman 5. Kevin Doets 6. Jake Jones 7. Cameron Menzies 8. Krzysztof Kciuk |
Boris Koltsov trok zich terug na afloop van de loting. Zijn tegenstander, Brian Raman, kreeg een bye.

### PDC Order of Merit 97-128
De nummers 97 t/m 128 van de PDC Order of Merit startten in de eerste ronde.

| 1. George Killington 2. Jamie Clark 3. Radosław Szagański 4. Danny Jansen 5. Mario Vandenbogaerde 6. Jimmy Hendriks 7. John O'Shea 8. Ross Montgomery | 1. Jim Williams 2. Richie Burnett 3. Darren Webster 4. Nathan Rafferty 5. Ricardo Pietreczko 6. Luc Peters 7. Michael Unterbuchner 8. Damian Mol | 1. José Justicia 2. Rowby-John Rodriguez 3. Bradley Brooks 4. Jules van Dongen 5. Matt Campbell 6. Tony Martinez 7. Nick Fullwell 8. Scott Waites | 1. Rusty-Jake Rodriguez 2. Ted Evetts 3. James Wilson 4. Josh Rock 5. Kevin Burness 6. Mickey Mansell 7. Shaun Wilkinson 8. Vladimir Andersen |
Michael Unterbuchner nam niet deel wegens persoonlijke redenen. Er werd een bye voorzien in de eerste ronde.

### PDC UK Challenge Tour Qualifiers
De vier hoogst gerangschikte spelers uit de UK Challenge Tour 2021 zonder een tourkaart startten in de eerste ronde.
| 1. Shaun McDonald | 1. Martin Thomas | 1. Darren Beveridge | 1. Reece Robinson |

### PDC EU Challenge Tour Qualifiers
De vier hoogst gerangschikte spelers uit de EU Challenge Tour 2021 zonder een tourkaart startten in de eerste ronde. Steven Noster besloot niet deel te nemen en werd vervangen door Lukas Wenig.
| 1. Toni Alcinas | 1. Kenny Neyens | 1. Wesley Plaisier | 1. Lukas Wenig |

### PDC UK Development Tour Qualifiers
De vier hoogst gerangschikte spelers uit de UK Development Tour 2021 zonder een tourkaart startten in de eerste ronde.
| 1. Keelan Kay | 1. Dom Taylor | 1. Reece Colley | 1. Liam Meek |

### PDC EU Development Tour Qualifiers
De vier hoogst gerangschikte spelers uit de EU Development Tour 2021 zonder een tourkaart startten in de eerste ronde.
| 1. Fabian Schmutzler | 1. Sebastian Białecki | 1. Jurjen van der Velde | 1. Niko Springer |

### Amateur Qualifiers
Zestien spelers van de kwalificatiewedstrijden georganiseerd door Rileys Sports Bars, die gehouden werden tot en met januari en februari 2022, kwalificeerden zich voor de eerste ronde. Deelname aan deze toernooien stond open voor alle spelers die zich niet via een andere methode hadden gekwalificeerd, ongeacht de PDC-lidmaatschapsstatus.
| 1. Steve Clayson 2. Matt Good 3. Graham Hall 4. Ryan Harrington | 1. Paul Hogan 2. Prakash Jiwa 3. Jelle Klaasen 4. Danny Lauby jr. | 1. Kai Fan Leung 2. Paul Marsh 3. Ryan Murray 4. Diogo Portela | 1. Dan Read 2. Mark Rice 3. Scott Taylor 4. Adam Warner |

## Wedstrijden

### Vrijdag 4 maart

#### Eerste ronde (laatste 160)
In de eerste ronde werd er gespeeld over 11 legs. De eerste speler die aan 6 gewonnen legs kwam, won de partij.
| Speler                       | Uitslag | Speler                        |  | Speler                     | Uitslag | Speler                       |
| ---------------------------- | ------- | ----------------------------- |  | -------------------------- | ------- | ---------------------------- |
| Bradley Brooks (91.45)       | 1 – 6   | Rowby-John Rodriguez (108.66) |  | Jelle Klaasen (85.28)      | 6 – 5   | Mark Rice (81.83)            |
| Kai Fan Leung (88.43)        | 5 – 6   | Fabian Schmutzler (83.62)     |  | Matt Campbell (73.84)      | 1 – 6   | Sebastian Białecki (82.74)   |
| Mario Vandenbogaerde (81.44) | 5 – 6   | Jules van Dongen (77.71)      |  | Danny Lauby jr. (94.74)    | 6 – 5   | Niko Springer (90.53)        |
| Ted Evetts (90.99)           | 6 – 4   | Nick Fullwell (88.27)         |  | Ryan Harrington (95.21)    | 6 – 2   | Rusty-Jake Rodriguez (85.75) |
| Richie Burnett (92.75)       | 6 – 3   | Tony Martinez (90.13)         |  | Darren Webster (84.59)     | 4 – 6   | José Justicia (87.89)        |
| Martin Thomas (89.00)        | 4 – 6   | Kenny Neyens (88.29)          |  | George Killington (84.51)  | 6 – 4   | Reece Robinson (79.81)       |
| Dan Read (92.24)             | 6 – 3   | Diogo Portela (84.38)         |  | Josh Rock (93.49)          | 5 – 6   | Damian Mol (92.35)           |
| James Wilson (87.19)         | 6 – 4   | Shaun Wilkinson (85.55)       |  | Matt Good (73.82)          | 5 – 6   | Keelan Kay (82.74)           |
| Jim Williams (96.00)         | 6 – 3   | Ryan Murray (92.87)           |  | John O'Shea (78.42)        | 6 – 0   | Nathan Rafferty (75.65)      |
| Jurjen van der Velde (94.29) | 6 – 4   | Mickey Mansell (89.88)        |  | Ricardo Pietreczko (87.65) | 6 – 2   | Scott Taylor (80.26)         |
| Vladimir Andersen (78.50)    | 2 – 6   | Steve Clayson (84.28)         |  | Paul Hogan (85.89)         | 6 – 4   | Dom Taylor (82.26)           |
| Prakash Jiwa (81.77)         | 6 – 2   | Toni Alcinas (78.46)          |  | Darren Beveridge (92.98)   | 3 – 6   | Jimmy Hendriks (92.39)       |
| Wesley Plaisier (86.36)      | 5 – 6   | Radosław Szagański (91.23)    |  | Ross Montgomery (86.16)    | 6 – 3   | Reece Colley (78.04)         |
| Danny Jansen (92.59)         | 6 – 2   | Liam Meek (88.65)             |  | Adam Warner (76.51)        | 3 – 6   | Lukas Wenig (81.11)          |
| Shaun McDonald (85.00)       | 0 – 6   | Jamie Clark (100.20)          |  | Kevin Burness (74.42)      | 3 – 6   | Graham Hall (82.16)          |
| Luc Peters (90.18)           | 6 – 0   | Paul Marsh (77.66)            |  | Scott Waites               | Bye     | Michael Unterbuchner         |

#### Tweede ronde (laatste 128)
In de tweede ronde werd er gespeeld over 11 legs. De eerste speler die aan 6 gewonnen legs kwam, won de partij. 
| Speler                     | Uitslag | Speler                    |  | Speler                       | Uitslag | Speler                       |
| -------------------------- | ------- | ------------------------- |  | ---------------------------- | ------- | ---------------------------- |
| David Evans (84.27)        | 2 – 6   | Keane Barry (92.88)       |  | Lewis Williams (78.61)       | 1 – 6   | Martin Schindler (84.37)     |
| Connor Scutt (93.88)       | 6 – 3   | Jules van Dongen (84.63)  |  | James Wilson (83.89)         | 2 – 6   | John Henderson (87.81)       |
| Jonathan Worsley (82.85)   | 5 – 6   | Niels Zonneveld (92.25)   |  | John Michael (77.42)         | 5 – 6   | Danny Baggish (80.78)        |
| Ted Evetts (82.72)         | 6 – 3   | Jack Main (77.70)         |  | Rowby-John Rodriguez (97.75) | 6 – 4   | Gordon Mathers (92.28)       |
| Berry van Peer (97.35)     | 6 – 3   | Kevin Doets (89.25)       |  | Graham Hall (97.77)          | 6 – 5   | Andrew Gilding (95.53)       |
| Peter Hudson (88.47)       | 3 – 6   | John O'Shea (88.66)       |  | Jim Williams (93.58)         | 6 – 3   | Jurjen van der Velde (92.38) |
| Keelan Kay (81.94)         | 1 – 6   | Lukas Wenig (89.18)       |  | Jelle Klaasen (104.21)       | 6 – 1   | Cameron Menzies (93.71)      |
| Richie Burnett (89.14)     | 3 – 6   | Ryan Harrington (95.78)   |  | Geert Nentjes (84.34)        | 6 – 3   | Jake Jones (80.88)           |
| Radosław Szagański (82.40) | 4 – 6   | Scott Waites (87.26)      |  | José Justicia (89.29)        | 6 – 2   | Eddie Lovely (89.85)         |
| Paul Hogan (92.65)         | 3 – 6   | Danny Lauby jr. (88.48)   |  | Krzysztof Kciuk (94.77)      | 6 – 1   | Brett Claydon (84.75)        |
| Jamie Clark (92.83)        | 3 – 6   | Martin Lukeman (93.88)    |  | Scott Mitchell (93.04)       | 4 – 6   | Danny Jansen (92.58)         |
| Luc Peters (92.62)         | 6 – 2   | Geert De Vos (87.10)      |  | Ricardo Pietreczko (86.71)   | 2 – 6   | Zoran Lerchbacher (91.19)    |
| Sebastian Białecki (99.02) | 6 – 5   | Joe Murnan (91.26)        |  | John Brown (82.17)           | 3 – 6   | Damian Mol (85.48)           |
| Steve Clayson (72.48)      | 2 – 6   | Fabian Schmutzler (75.94) |  | Adam Gawlas (88.50)          | 6 – 3   | George Killington (81.42)    |
| Ross Montgomery (83.12)    | 6 – 2   | Dan Read (79.09)          |  | Prakash Jiwa (87.72)         | 3 – 6   | Jason Heaver (88.78)         |
| Kenny Neyens (81.36)       | 6 – 4   | Jimmy Hendriks (77.82)    |  | Brian Raman                  | Bye     | Boris Koltsov                |

#### Derde ronde (laatste 96)
In de derde ronde werd er gespeeld over 11 legs. De eerste speler die aan 6 gewonnen legs kwam, won de partij.
| Speler                       | Uitslag | Speler                     |  | Speler                        | Uitslag | Speler                   |
| ---------------------------- | ------- | -------------------------- |  | ----------------------------- | ------- | ------------------------ |
| Florian Hempel (87.48)       | 6 – 3   | Lukas Wenig (84.78)        |  | Raymond van Barneveld (95.64) | 5 – 6   | William Borland (90.11)  |
| Adrian Lewis (108.65)        | 6 – 0   | Fabian Schmutzler (80.85)  |  | Madars Razma (83.43)          | 1 – 6   | Jamie Hughes (92.44)     |
| Krzysztof Kciuk (94.05)      | 6 – 4   | Ross Smith (86.57)         |  | Martin Schindler (91.31)      | 6 – 2   | Jeff Smith (87.31)       |
| Kim Huybrechts (94.25)       | 6 – 2   | Luc Peters (89.80)         |  | Max Hopp (85.69)              | 2 – 6   | Ritchie Edhouse (93.43)  |
| Martin Lukeman (91.35)       | 6 – 3   | Adam Hunt (82.19)          |  | Jason Lowe (84.82)            | 4 – 6   | Jelle Klaasen (85.31)    |
| Andy Boulton (91.80)         | 6 – 5   | Danny Lauby jr. (88.83)    |  | Jeffrey de Zwaan (89.17)      | 2 – 6   | Keane Barry (95.58)      |
| Steve Beaton (85.65)         | 3 – 6   | Graham Hall (90.97)        |  | John O'Shea (90.03)           | 1 – 6   | Maik Kuivenhoven (95.77) |
| José Justicia (89.96)        | 5 – 6   | Adam Gawlas (86.05)        |  | Jermaine Wattimena (94.70)    | 6 – 5   | Ross Montgomery (88.84)  |
| Keegan Brown (87.80)         | 2 – 6   | Sebastian Białecki (98.90) |  | Steve West (95.15)            | 6 – 3   | Damian Mol (86.58)       |
| Steve Lennon (89.75)         | 6 – 5   | Ryan Harrington (86.29)    |  | Berry van Peer (86.11)        | 2 – 6   | Niels Zonneveld (95.85)  |
| Ron Meulenkamp (100.63)      | 6 – 2   | Danny Baggish (86.05)      |  | Danny Jansen (91.61)          | 2 – 6   | Ricky Evans (100.53)     |
| Darius Labanauskas (88.46)   | 6 – 4   | John Henderson (83.63)     |  | Jim Williams (95.18)          | 6 – 5   | Alan Soutar (93.33)      |
| Ryan Joyce (93.94)           | 6 – 0   | Mike De Decker (87.23)     |  | Luke Woodhouse (98.46)        | 6 – 2   | Ted Evetts (94.86)       |
| Martijn Kleermaker (86.66)   | 5 – 6   | Jason Heaver (91.82)       |  | Geert Nentjes (85.51)         | 6 – 5   | Kenny Neyens (83.26)     |
| Boris Krčmar (93.80)         | 6 – 2   | Zoran Lerchbacher (94.46)  |  | Connor Scutt (86.12)          | 5 – 6   | William O'Connor (88.94) |
| Rowby-John Rodriguez (79.32) | 0 – 6   | Ryan Meikle (94.93)        |  | Brian Raman (78.76)           | 2 – 6   | Scott Waites (87.96)     |

#### Vierde ronde (laatste 64)
In de vierde ronde werd er gespeeld over 19 legs. De eerste speler die aan 10 gewonnen legs kwam, won de partij.
| Speler                       | Uitslag | Speler                     |  | Speler                     | Uitslag | Speler                         |
| ---------------------------- | ------- | -------------------------- |  | -------------------------- | ------- | ------------------------------ |
| Andy Boulton (95.29)         | 5 – 10  | Damon Heta (96.64)         |  | Maik Kuivenhoven (93.42)   | 9 – 10  | Simon Whitlock (93.38)         |
| Luke Woodhouse (88.31)       | 5 – 10  | Boris Krčmar (93.62)       |  | Ron Meulenkamp (87.29)     | 10 – 9  | Krzysztof Kciuk (91.18)        |
| Ritchie Edhouse (88.66)      | 6 – 10  | Sebastian Białecki (91.83) |  | Joe Cullen (91.78)         | 6 – 10  | Peter Wright (97.18)           |
| Jason Heaver (93.76)         | 7 – 10  | William O'Connor (101.29)  |  | Jelle Klaasen (99.50)      | 6 – 10  | Devon Petersen (95.21)         |
| Steve West (85.32)           | 7 – 10  | José de Sousa (91.09)      |  | Daryl Gurney (94.57)       | 2 – 10  | Dimitri Van den Bergh (103.98) |
| Chris Dobey (95.20)          | 7 – 10  | Michael Smith (99.96)      |  | Ryan Joyce (93.08)         | 8 – 10  | Martin Schindler (94.04)       |
| Glen Durrant (86.54)         | 5 – 10  | Scott Waites (87.46)       |  | Brendan Dolan (99.40)      | 3 – 10  | Dave Chisnall (97.57)          |
| Danny Noppert (97.07)        | 10 – 3  | Ryan Meikle (90.41)        |  | Mervyn King (83.87)        | 4 – 10  | Stephen Bunting (95.87)        |
| Geert Nentjes (92.72)        | 10 – 5  | Florian Hempel (90.42)     |  | Jamie Hughes (94.77)       | 10 – 5  | Adam Gawlas (85.18)            |
| Ian White (97.26)            | 10 – 9  | Luke Humphries (99.92)     |  | Ryan Searle (92.32)        | 10 – 7  | Adrian Lewis (94.40)           |
| Krzysztof Ratajski (91.11)   | 5 – 10  | Gerwyn Price (98.26)       |  | Darius Labanauskas (89.99) | 9 – 10  | Ricky Evans (88.37)            |
| Dirk van Duijvenbode (99.37) | 10 – 6  | William Borland (90.21)    |  | Rob Cross (89.83)          | 7 – 10  | Gabriel Clemens (92.00)        |
| Jim Williams (91.58)         | 5 – 10  | Niels Zonneveld (90.71)    |  | Michael van Gerwen (93.84) | 10 – 7  | Gary Anderson (93.70)          |
| Steve Lennon (105.58)        | 6 – 10  | James Wade (104.08)        |  | Kim Huybrechts (93.09)     | 9 – 10  | Mensur Suljović (94.13)        |
| Keane Barry (99.58)          | 10 – 7  | Graham Hall (95.76)        |  | Jermaine Wattimena (93.66) | 5 – 10  | Vincent van der Voort (96.88)  |
| Callan Rydz (88.48)          | 10 – 9  | Nathan Aspinall (87.02)    |  | Martin Lukeman (93.92)     | 9 – 10  | Jonny Clayton (95.01)          |

### Zaterdag 5 maart

#### Vijfde ronde (laatste 32)
In de vijfde ronde werd er gespeeld over 19 legs. De eerste speler die aan 10 gewonnen legs kwam, won de partij.
| Speler                   | Uitslag | Speler                        |  | Speler                        | Uitslag | Speler                     |
| ------------------------ | ------- | ----------------------------- |  | ----------------------------- | ------- | -------------------------- |
| Ron Meulenkamp (85.22)   | 3 – 10  | James Wade (97.80)            |  | Jamie Hughes (88.67)          | 9 – 10  | Gerwyn Price (95.75)       |
| Ryan Searle (97.63)      | 10 – 8  | Dimitri Van den Bergh (97.13) |  | Dave Chisnall (89.71)         | 4 – 10  | Boris Krčmar (97.30)       |
| Damon Heta (102.48)      | 10 – 4  | Michael van Gerwen (101.61)   |  | Dirk van Duijvenbode (105.75) | 10 – 4  | Martin Schindler (96.19)   |
| Peter Wright (102.54)    | 10 – 5  | Simon Whitlock (90.80)        |  | Niels Zonneveld (94.58)       | 9 – 10  | Keane Barry (96.99)        |
| Callan Rydz (91.90)      | 10 – 2  | Vincent van der Voort (85.07) |  | Jonny Clayton (98.96)         | 10 – 1  | José de Sousa (82.02)      |
| Danny Noppert (97.17)    | 10 – 8  | Devon Petersen (94.09)        |  | Scott Waites (86.60)          | 8 – 10  | Ricky Evans (89.95)        |
| Mensur Suljović (100.37) | 10 – 8  | Geert Nentjes (95.69)         |  | Ian White (89.76)             | 9 – 10  | Sebastian Białecki (87.69) |
| Gabriel Clemens (94.43)  | 8 – 10  | Michael Smith (99.16)         |  | William O'Connor (95.21)      | 10 – 9  | Stephen Bunting (96.54)    |

#### Zesde ronde (laatste 16)
In de zesde ronde werd er gespeeld over 19 legs. De eerste speler die aan 10 gewonnen legs kwam, won de partij.
| Speler                | Uitslag | Speler                       |  | Speler                  | Uitslag | Speler                     |
| --------------------- | ------- | ---------------------------- |  | ----------------------- | ------- | -------------------------- |
| Danny Noppert (99.05) | 10 – 2  | Dirk van Duijvenbode (87.23) |  | James Wade (98.83)      | 10 – 8  | Boris Krčmar (87.68)       |
| Damon Heta (93.88)    | 10 – 8  | Jonny Clayton (91.13)        |  | Ricky Evans (81.26)     | 5 – 10  | Keane Barry (91.54)        |
| Peter Wright (100.59) | 7 – 10  | William O'Connor (94.29)     |  | Mensur Suljović (91.71) | 9 – 10  | Michael Smith (92.32)      |
| Gerwyn Price (106.66) | 10 – 3  | Callan Rydz (97.71)          |  | Ryan Searle (95.86)     | 6 – 10  | Sebastian Białecki (89.77) |

### Zondag 6 maart

#### Kwartfinale
In de kwartfinale werd er gespeeld over 19 legs. De eerste speler die aan 10 gewonnen legs kwam, won de partij.
| Speler                     | Uitslag | Speler                   |
| -------------------------- | ------- | ------------------------ |
| Keane Barry (100.19)       | 10 – 4  | James Wade (96.30)       |
| Sebastian Białecki (90.71) | 9 – 10  | William O'Connor (87.29) |
| Danny Noppert (95.88)      | 10 – 5  | Damon Heta (88.86)       |
| Michael Smith (98.30)      | 10 – 7  | Gerwyn Price (97.07)     |

#### Halve finale
In de halve finale werd er gespeeld over 21 legs. De eerste speler die aan 11 gewonnen legs kwam, won de partij.
| Speler                   | Uitslag | Speler                 |
| ------------------------ | ------- | ---------------------- |
| Keane Barry (94.97)      | 6 - 11  | Michael Smith (101.66) |
| William O'Connor (87.29) | 9 - 11  | Danny Noppert (89.94)  |

#### Finale
In de finale werd er gespeeld over 21 legs. De eerste speler die aan 11 gewonnen legs kwam, won de partij.
| Speler                | Uitslag | Speler                |
| --------------------- | ------- | --------------------- |
| Michael Smith (90.33) | 10 - 11 | Danny Noppert (84.82) |

## Trivia
- Doordat het Gerwyn Price niet lukte de finale te halen, werd Peter Wright de nieuwe nummer één op de PDC Order of Merit.[4]

2003 · 2004 · 2005 · 2006 · 2007 · 2008 · 2009 · 2010 · 2011 · 2012 · 2013 · 2014 · 2015 · 2016 · 2017 · 2018 · 2019 · 2020 · 2021 · 2022 · 2023 · 2024 · 2025